# (6336) Dodo
(6336) Dodo es un asteroide perteneciente al cinturón de asteroides, región del sistema solar que se encuentra entre las órbitas de Marte y Júpiter.
Fue descubierto el 21 de octubre de 1992 por Satoru Otomo desde Kiyosato, Japón.

## Designación y nombre
Designado provisionalmente como 1992 UU, fue nombrado así por el dodo o dronte, una gran ave no voladora descubierta por primera vez en 1507 en la isla de Mauricio y extinto desde el siglo XVII.

## Características orbitales
(6336) Dodo está situado a una distancia media del Sol de 2,472 ua, pudiendo alejarse hasta 2,714 ua y acercarse hasta 2,230 ua. Su excentricidad es 0,098 y la inclinación orbital 9,495 grados. Emplea 1419,65 días en completar una órbita alrededor del Sol.

## Características físicas
La magnitud absoluta de (6336) Dodo es 13,27. Tiene 8,704 km de diámetro y su albedo se estima en 0,161.